# Lita Grey
Lita Grey (Hollywood, 15 april 1908 - Los Angeles, 29 december 1995) was een Amerikaans actrice en de tweede echtgenote van Charlie Chaplin.

## Biografie
Lita Grey werd geboren in 1908 in Hollywood als Lillita Louise MacMurray. Haar vader was van Schotse en haar moeder van Spaanse afkomst. Ze speelde haar eerste rol op twaalfjarige leeftijd in de stomme film The Kid (1921) van Charlie Chaplin. Ze ontmoette Chaplin opnieuw op 15-jarige leeftijd en begon een affaire met hem. Toen ze zwanger geraakte van de toen 35-jarige Chaplin besloten ze te trouwen in Mexico. Ze kregen samen twee zoons, Charles Chaplin Jr. (1925–1968) en Sydney Earle Chaplin (1926–2009). Ze scheidden op 22 augustus 1927, omdat Chaplin verschillende affaires had en Chaplin moest voor elk kind 600.000 US$ en 100.000 US$ in aandelen betalen, het grootste bedrag ooit in die tijd. Deze gebeurtenis was een van de grote mediasensaties in die periode. Later hertrouwde ze eerst met Henry Aguirre en later met Arthur Day. Ze trouwde een vierde maal op 22 september 1956 met Patsy Pizzolongo van wie ze scheidde in juni 1966. Grey stierf op 87-jarige leeftijd in Los Angeles aan kanker en werd begraven in het Valhalla Memorial Park Cemetery in North Hollywood, Californië.

## Filmografie
- The Kid (1921)
- The Idle Class (1921)
- Mr. Broadway (1933)
- Seasoned Greetings (1933)
- The Devil's Sleep (1949)